# Stevia villaricensis
Stevia villaricensis là một loài thực vật có hoa trong họ Cúc. Loài này được (B.L.Rob.) Cabrera & Vittet miêu tả khoa học đầu tiên năm 1954.